# Harri Säteri
Harri Säteri (* 29. prosince 1989, Toijala) je finský lední hokejista, brankář. V současnosti působí v klubu EHC Biel, ve švýcarské nejvyšší soutěži. S finskou reprezentací vyhrál olympijský turnaj v Pekingu roku 2022 a mistrovství světa ve stejném roce. Má též stříbro ze světového šampionátu z roku 2021. Zúčastnil se také MS 2017 (4. místo) a MS 2018 (5. místo). Finskou nejvyšší soutěž hrál za Tapparu, po třech ligových sezónách odešel do zámoří, kde čtyři sezony marně čekal na šanci v NHL a hrál AHL za Worcester Sharks. Poté se vrátil do Evropy. Podruhé kariéru v zámoří zkusil v roce 2017, i při této druhé štaci ale strávil většinu času na farmách (Springfield Thunderbirds, Grand Rapids Griffins). Přesto si tentokrát NHL aspoň zahrál, za Florida Panthers nastoupil k 9 utkáním. Potřetí se do severní Ameriky vrátil v roce 2021, aby odehrál 6 zápasů v NHL za Arizona Coyotes. V mezifázích mezi těmito pokusy hrál úspěšně KHL, v klubech HK Viťaz Moskevská oblast a Sibir Novosibirsk. V KHL nastoupil k 260 zápasům základní části (20 čistých kont) a 10 utkáním části vyřazovací (3 čistá konta). Opustil Rusko po ruské invazi na Ukrajinu v roce 2022. Odešel do Švýcarska, kde byl v roce 2023 vyhlášen nejlepším gólmanem ligy.